# Tündérmadárfélék
A tündérmadárfélék (Maluridae) a madarak osztályának verébalakúak (Passeriformes) rendjébe tartozó család. Öt nem és huszonkilenc faj tartozik a családba.

## Előfordulásuk
Ausztráliában, Tasmaniában és Új-Guineában területén honosak. Sokféle élőhelyen megtalálhatók, a sivatagtól az esőerdőig, de a leggyakoribb élőhelyük a füves és bokros területek.

## Megjelenésük
Az idetartozó kis és közepes méretű, kecses madarak hosszú, lépcsőzetes farktollai annyira hullékonyak, hogy legtöbbször tíznél kevesebbet találunk az illető madár farkában. A tollazat a fajoknál fekete és barna színű, de némely fajoknál olyan fénylőek és virító színűek, mintha lakkozottak volnának, főleg a hímeknél.

## Életmódjuk
Táplálékuk legfőképp rovarokból áll, jellemzően az aljnövényzetben keresik táplálékukat.

## Rendszerezés
A családba az alábbi nemek tartoznak:
- Amytornis – 11 faj
- Stipiturus – 3 faj
- Sipodotus – 1 faj
- Clytomyias – 1 faj
- Chenorhamphus – 2 faj
- Malurus  – 11 faj

## Képek
|  |  |  |

## Külső hivatkozás
- Képek az interneten a  nembe tartozó fajokról[halott link]